# Compsothrips dampfi
Compsothrips dampfi är en insektsart som först beskrevs av Hermann Priesner 1926.  Compsothrips dampfi ingår i släktet Compsothrips och familjen rörtripsar. Inga underarter finns listade i Catalogue of Life.